# Нафта нестислива
Нафта нестислива (рос. нефть несжимаемая; англ. incompressible oil; нім. inkompressibles Erdöl n) — нафта, стисливістю якої нехтують. По суті — ідеалізація, аналогічна нестисливій рідині. Таке припущення застосовується у гідродинамічних розрахунках нафтонесучих систем (трубопроводи тощо) для їх спрощення.
Протилежне — нафта пружна.
Пружність нафти оцінюється коефіцієнтом стисливості нафти
Для більшості пластових нафт коефіцієнт стисливості знаходиться в межах (0,6–1,8) ×10-4, 1/ат.
Ця властивість нафти має практичне застосування при добуванні: після припинення природного ресурсу тиску в свердловинах до них помпують воду, котра виштовхує назовні нестисливу нафту.